# Ernesto Monaci
Ernesto Monaci (Soriano nel Cimino, 20 febbraio 1844 – Roma, 1º maggio 1918) è stato un filologo italiano.

## Biografia e carriera
Nacque a Soriano nel Cimino da Anacleto Monaci, romano, e da Rosa Panunzi, nativa del luogo. Seguendo il padre governatore nei suoi vari trasferimenti, fu in vari paesi delle Marche e dell'Emilia-Romagna, tra cui Castel S. Pietro Bolognese, dove studiò grammatica e retorica. Di qui si allontanò nel luglio 1859 per Piperno. Ma Anacleto Monaci, pur continuando i suoi spostamenti (Alatri, Frascati), volle stabilire la famiglia a Roma, dove Ernesto poté compiere i suoi studi.
Studiò filosofia presso i gesuiti del Collegio Romano, quindi nel 1861 s'iscrisse alla facoltà giuridica della Sapienza - Università di Roma e nel 1865 si laureò in Giurisprudenza. Esercitò l'avvocatura per tre anni, ma poi abbandonò tale attività per dedicarsi agli studi letterari, e segnatamente alla filologia romanza, disciplina che era allora agli albori .
Nel 1873, per interessamento di Adolfo Mussafia, venne invitato ad insegnare in Austria presso la facoltà filologica dell'Università di Graz, ma Monaci preferì assumere nel 1874 la cattedra di "Storia comparata delle lingue e letterature neolatine" presso l'Università di Roma, che tenne fino al 1915. Ebbe tra i suoi studenti Luigi Pirandello.
Fondò nello stesso periodo anche il periodico "Rivista di filologia romanza" (che più tardi mutò il nome in "Studj romanzi"). È stato uno dei soci fondatori della Società romana di storia patria.
Si occupò principalmente delle origini del teatro italiano, dell'antica poesia trobadorica, e delle origini della nostra letteratura. Alla sua attività didattica sono peraltro legate molte pubblicazioni.
Nel 1883, su sua iniziativa, il ministro della Pubblica Istruzione Guido Baccelli fondò a Roma l'Istituto storico italiano.
Già corrispondente nazionale, il 12 novembre 1883 divenne socio nazionale della prestigiosa Accademia dei Lincei .
Nel biennio 1885-1886 fu rettore dell'Università La Sapienza.
Monaci fu anche il fondatore nel 1901 della Società Filologica Romana, presso la quale è ora conservato il prezioso archivio dello studioso, in precedenza (fino al 2012) conservato nella Biblioteca "Angelo Monteverdi" di Roma.
Sua figlia Maria Monaci è stata una stilista e designer.
A Ernesto Monaci è dedicata una via del quartiere Nomentano di Roma, nei pressi di piazza Bologna.

## Opere
- Facsimili di antichi manoscritti per uso delle scuole di Filologia neolatina, Roma, Martelli, 1881-1892.
- Esempi di scrittura latina dal secolo I dell'era moderna al sec. XVIII, Roma, Anderson, 2ª ed., 1906.
- Testi antichi provenzali, Roma, Forzani, 1880.
- I più antichi monumenti della lingua francese, Roma, Forzani, 1894.
- Crestomazia italiana dei primi secoli, Città di Castello, Lapi, 1889-1912.
- Appunti per la storia del teatro italiano, Imola, Galeati, 1874